# Гурьев, Василий Викторович
Василий Викторович Гурьев (1869 — 13 октября 1937, Бутовский полигон, Московская область) — священник (с 1916 года — протоиерей) церкви иконы Божией Матери «Знамение» в Кунцеве, священномученик.
Сын православного духовного писателя протоиерея Виктора Гурьева (1842—1912), младший брат действительного статского советника Петра Гурьева, управляющего канцелярией Святейшего Синода.
В 1929 году подвергся аресту и был приговорен к полутора годам тюремного заключения, однако суд следующей инстанции изменил приговор, заменив заключение тремястами рублями штрафа. В 1932 году Знаменский храм, где священник служил последние годы, был закрыт и священник перешел служить в храм Спаса Нерукотворного Образа на Сетуни, где он и прослужил до последнего ареста.
Был арестован 21 сентября 1937 года и содержался сначала в Кунцевском районном отделении НКВД, а затем был переведен в Таганскую тюрьму в Москве. Тройкой НКВД был приговорён к расстрелу по обвинению в принадлежности к контрреволюционной церковно-террористической группе. Виновным в контрреволюционной деятельности себя не признал, все ложные обвинения, предъявленные ему, отрицал. Расстрелян и похоронен 13 октября 1937 года на Бутовском полигоне в неизвестной могиле.